# Ordgarius hexaspinus
Ordgarius hexaspinus är en spindelart som beskrevs av Saha och Dinendra Raychaudhuri 2004. Ordgarius hexaspinus ingår i släktet Ordgarius och familjen hjulspindlar. Inga underarter finns listade i Catalogue of Life.